# Hines Ward
Hines E. Ward (født 8. marts 1976) er en tidligere professionel amerikansk fodbold-spiller fra USA, der spillede for det professionelle NFL-hold Pittsburgh Steelers. Hines Ward forlængede i foråret 2009 sin kontrakt med Pittsburgh Steelers, hvor han spillede frem til hans karrieres slutning i 2012, hvilket gjorde ham til en af de få spillere i NFL, der gennem hele deres karriere kun har repræsenteret 1 klub. Han spillede positionen wide receiver. 